# Кратандер, Андрей

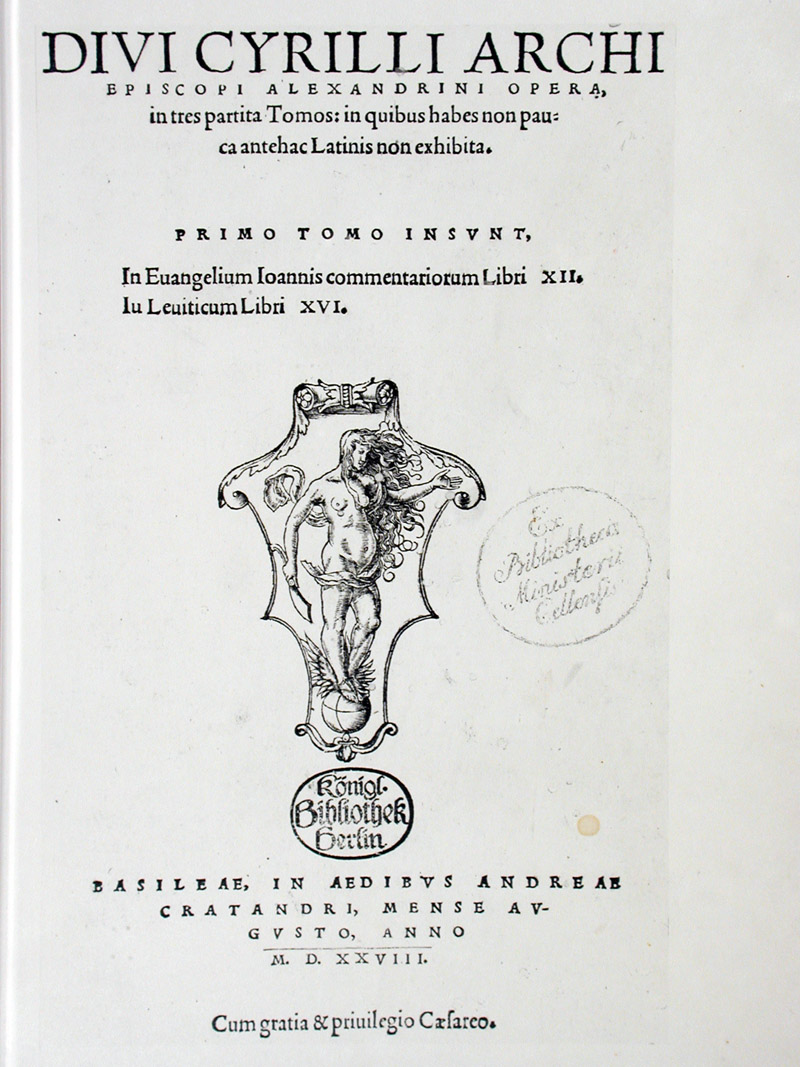
Титульный лист Divi Cyrilli archiepiscopi Alexandrini Opera по изданию Кратандера 1528 г.

Андреас Кратандер (нем. Andreas Cratander, род. около 1490) — учёный типограф и книготорговец в Базеле.
С 1518 до 1536 издавал книги гуманистов и реформаторов. Особенно известно его издание Цицерона (1528), и в более позднее время считавшееся очень ценным. Его издательский знак — фортуна в окрыленных сандалиях, стоящая на шаре, с ножом в правой руке.